# سفارة إيطاليا في تركيا
سفارة إيطاليا في تركيا هي أرفع تمثيل دبلوماسي لدولة إيطاليا لدى تركيا. تقع السفارة في أنقرة وهي تهدف لتعزيز المصالح الإيطالية في تركيا.

## وصلات خارجية
- قائمة سفارات إيطاليا
- قائمة السفارات في تركيا